# アンバランゴダ仮面博物館
| 博物館に展示されている仮面 |  | アンバランゴダ仮面博物館 |
| 博物館に展示されている仮面 |  | アンバランゴダ仮面博物館 |

アンバランゴダ仮面博物館（Ambalangoda Mask Museum）はスリランカの南部州ゴール県アンバランゴダにある私営博物館。
アンバランゴダは悪魔払いの仮面で知られる都市であり、伝統の悪魔払いの仮面の他、民衆劇で使われる仮面などの展示もしている。